# Kamionka (dopływ Dniestru)
Kamionka (ukr. Кам'янка Kamjanka) – rzeka  na  Ukrainie i Mołdawii (Naddniestrze),  lewy dopływ Dniestru. Długość – 50 km, powierzchnia zlewni  - 403 km².
Wypływa z okolic wsi Hołubecze (ukr. Голубече)  opodal Krzyżopola  w  obwodzie winnickim  Ukrainy,  płynie przez Wyżynę Podolską  do Dniestru. Przecina granicę ukraińsko-mołdawską.
Nad Kamionką są położone m.in.: Dymitraszkówka i Kukuły (Ukraina), Chrustowa, Sewerynówka i  Kamionka (Mołdawia).